# Theodor Kramer Gesellschaft
Die Theodor Kramer Gesellschaft wurde am 6. März 1984 in Wien gegründet, um Leben und Werk von Theodor Kramer zu erforschen und zur Verbreitung der Literatur des Exils und des Widerstandes beizutragen. Erster Vorsitzender war der Nachlassverwalter von Theodor Kramer, Erwin Chvojka. Dem Kuratorium der Gesellschaft gehörten u. a. Erich Fried, Bruno Kreisky, Michael Guttenbrunner, Willy Verkauf-Verlon und Hilde Spiel an. Von 1984 bis 2024 war Konstantin Kaiser Sekretär des Vereins. Als Nachfolger wurde Alexander Emanuely vom Vorstand bestimmt.
Die erste Nummer der Zeitschrift „Mit der Ziehharmonika“, heute „Zwischenwelt. Zeitschrift für Kultur des Exils und des Widerstands“, die sich inzwischen zu einem international anerkannten wissenschaftlichen Forum der Exilliteratur entwickelt hat, erschien im Mai 1984.